# رولاند تودور
رولاند تودور (4 ديسمبر 1890 - 11 أكتوبر 1973) (بالإنجليزية: Roland Tudor)‏ هو لاعب كريكت بريطاني (وحمل سابقاً جنسية المملكة المتحدة لبريطانيا العظمى وأيرلندا).